# Karolina Arewång-Højsgaard

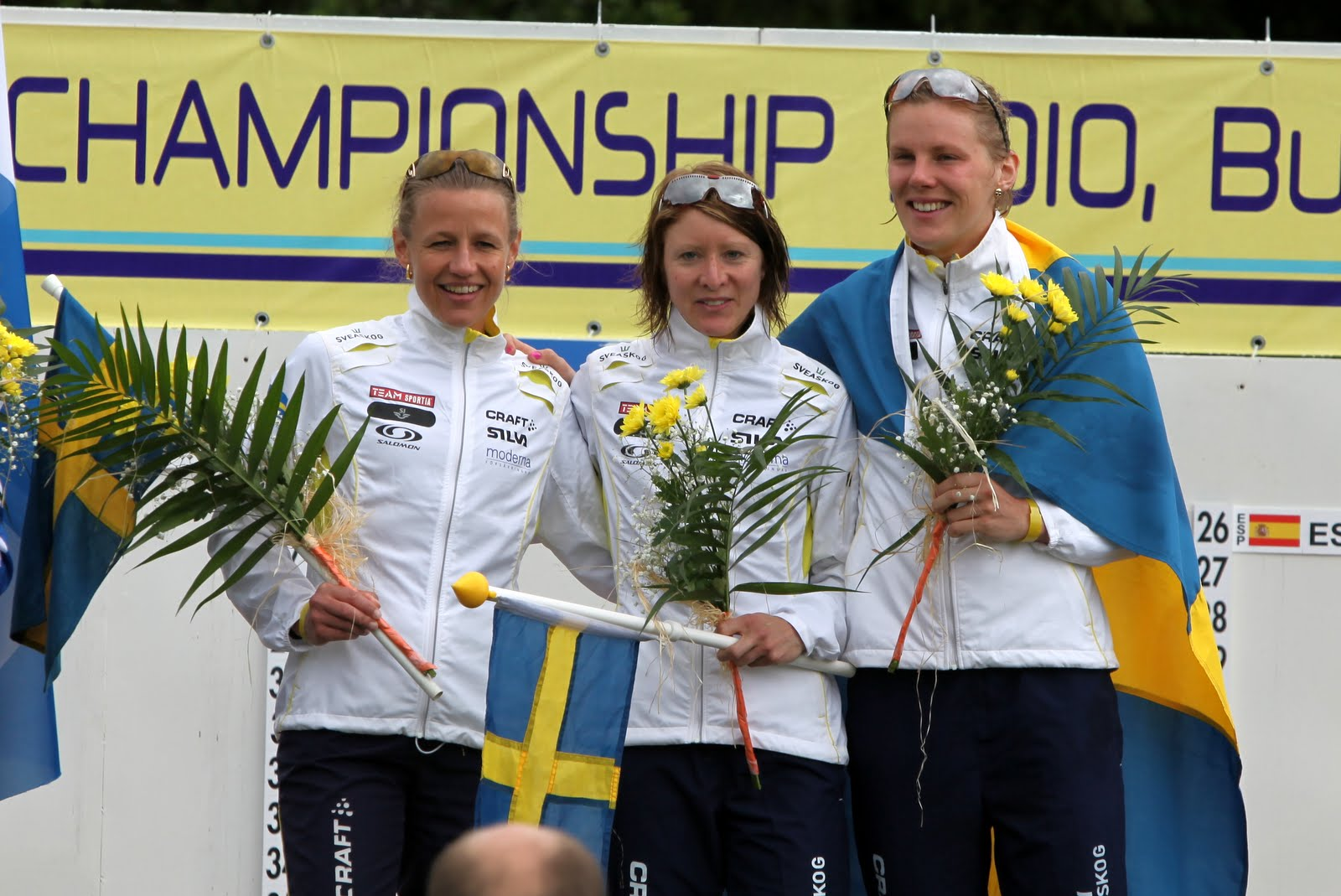
Karolina Arewång-Højsgaard (links) mit Lena Eliasson und Helena Jansson bei den European Orienteering Championships 2010

Karolina Arewång-Højsgaard (* 12. März 1971 in Oxelösund als Karolina Arewång) ist eine schwedische Orientierungsläuferin.

## Werdegang
Karolina Arewång wurde 1991 Dritte bei den Junioren-Weltmeisterschaften. In den nächsten Jahren entwickelte sie sich zu einer der besten Läuferinnen im Orientierungslauf der Welt. 1994 wurde sie erstmals schwedische Meisterin über die Langdistanz. Es sollte aber noch einige Jahre dauern, bis sie auch international erfolgreich wurde. Bei den Weltmeisterschaften 2003 kam sie im Langdistanzwettbewerb auf den zweiten Platz. Mit der Staffel gewann sie eine weitere Silbermedaille. Seitdem war sie in der Weltspitze etabliert und konnte ihre Leistungen bestätigen: Bei den Weltmeisterschaften 2004 in Västerås gewann sie Silber im Sprint und Gold über die lange Distanz sowie mit der Mannschaft. Auch bei den Europameisterschaften im dänischen Roskilde gewannen die schwedischen Damen den Staffelwettbewerb. 2004 wurde sie zur Orientierungsläuferin des Jahres in Schweden gewählt. Auch in den folgenden Jahren war sie in den Top Ten der Ergebnislisten zu finden. Mit der schwedischen Staffel sammelte sie noch weitere Medaillen bei  Europa- und Weltmeisterschaften. Mit ihrem Verein Domnarvets GoIF aus Borlänge nahm sie mehrere Male am finnischen Venla-Staffellauf teil und konnte 2008 diesen gewinnen. 2000 und 2005 gewann sie mit diesem Klub auch die Tiomila. Im Crosslauf wurde sie 2003 nordische Meisterin.
Karolina ist mit dem dänischen Läufer Thomas Højsgaard verheiratet. Das Paar hat zwei Kinder.

## Erfolge

### Weltmeisterschaften (WOC)
- 2 × Gold (Lang 2004, Staffel 2004)
- 5 × Silber (Sprint 2004, Lang 2003, Staffel 2003, 2006 und 2009)
- 1 × Bronze (Staffel 2005)

### Europameisterschaften (EOC)
- 1 × Gold (Staffel 2004)
- 1 × Bronze (Staffel 2006)

### ParkWorldTour
- 2003: 2. (Gesamt) (1 Sieg: Jönköping)
- 2001: 6. (Gesamt)
- 2000: 8. (Gesamt) (1 Sieg: Bangkok)

### Schwedische Meisterschaften
- 1994: Ultralang
- 1997: Staffel
- 2000: Ultralang
- 2003: Lang, Ultralang
- 2005: Lang